# Stadtturm (Olten)

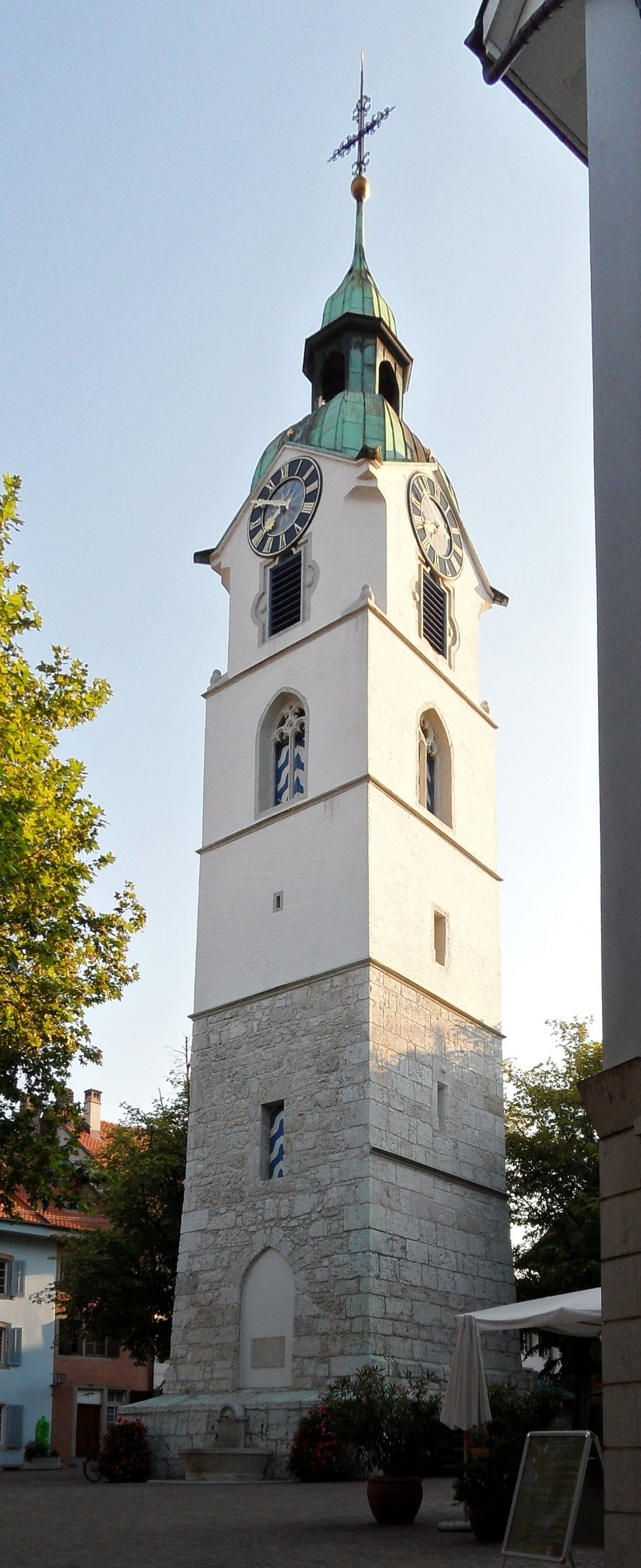
Stadtturm Olten

Der Stadtturm (seit der Benennung des umgebenden Platzes nach Ildefons von Arx OSB (1755–1833) auch Ildefonsturm genannt) ist ein ehemaliger Kirchturm in der Stadt Olten, der heute als profaner Stadtturm fungiert.

## Baukörper und Geschichte
Der Turm wurde 1521 durch Konrad Gibelin von Solothurn vor der 1422 abgebrannten und 1461 neu errichteten Stadtkirche St. Martin als Glockenturm errichtet. Von 1628 bis 1676 wurde er um ein Geschoss aufgestockt und barockisiert. Er erreicht damit eine Höhe von 42 Metern und überragt daher den mittelalterlichen Kern der Altstadt. Nach Abbruch der Kirche im Jahr 1844, welche im Laufe der Zeit baufällig geworden war, liess man den Turm stehen. Das Bauwerk wurde in den Jahren 1928, 1975 und 2006 jeweils renoviert.

## Glocken
Im Inneren beherbergt der Turm heute fünf Glocken. Die vier grössten, welche mit Läutemaschinen versehen sind erklingen in den Tönen: g1, c2, e2, b2.

### Geschichte und Beschreibung der Glocken
Angaben über die ersten Glocken der Stadtkirche finden sich im Jahrzeitbuch von 1490. Es ist dort verzeichnet, dass die Kirche vermutlich schon damals ein mindestens dreistimmiges Geläut besass. Zudem finden sich Hinweise in der städtischen Feuerordnung, welche nach dem Stadtbrand von 1422 erlassen worden ist. Sie bestimmt, dass ein Bürger, in dessen Haus es nach der «bettgloggen zit Feuer ausbreche, dreifach gebüsst werden soll». Daher trägt die älteste datierte Glocke im vorhandenen Geläut die Jahreszahl 1446. Mit Einverständnis des Bischofs von Sitten, Wilhelm von Raron, händigte man ihm zwei Partikel der ehemaligen St.-Theoduls- oder St.-Joderglocke aus, welche der Glockenspeise der neuen Glocken verschmolzen wurden.
Nach der Errichtung des Turmes dürfte die kleinere, 1520 datierte Glocke gefertigt worden sein. Sie ist neben der Inschrift «+ ave maria gratia plena  anno m ccccc xx» oben mit zwei kordelartigen Zierwülsten verziert, womit es sich um eine «Angelus-Glocke» handelt. Es dürfte die Glocke sein, die die beiden Glockengiesser P. Füssli und D. Keiser der Stadt 1522 in ihrer Schlussabrechnung quittierten.
Bei der ältesten Glocke handelt es sich ebenfalls um eine Angelus-Glocke, da zwischen zwei Zierwülsten die Inschrift: «ave * gratia * plena» zu lesen ist. Vermutlich befand sie sich ursprünglich im Obertor.
Die grosse Glocke von 1560 ist nicht mehr vorhanden, da sie 1927 zersprungen ist. E. Dreyer mit seinen Lehrlingen versuchte in den SBB-Werkstätten den Sprung in der Glocke zu schweissen, aber der Schaden konnte nicht behoben werden. Daher musste die Glocke von der Glockengiesserei Rüetschi in Aarau unter Verwendung der Vorgängerglocke neu gefertigt werden. Sie trägt als Zier die in lateinischen Grossbuchstaben gehaltenen Umschrift «DER GLOCKE * SCHALL * RUFE * DIE * BÜRGER * DIESER * STADT * ZU * ARBEIT * UND * GEMEINSINN *», das Dreitannenwappen mit der Inschrift: «OLTEN 1560–1928» und das Firmenzeichen der Herstellerfirma. Von der ehemaligen grossen Glocke sind ein Abguss der Inschriften und der Reliefs sowie eine Fotografie der zersprungenen Glocke mit den Spuren des misslungenen Schweissversuches vorhanden.
In der Laterne des Stadtturmes hängt die reich verzierte, 1863 gegossene Feuerglocke mit der Inschrift «Durch Feu’r bin ich geflossen für Feuersnoth gegossen 1863» und nicht, wie früher vermutet, das Sturm- oder Brandglöcklein des ehemaligen Obertors.

## Bedeutung
Jährlich finden hier die Konzerte am Turm statt. Auch die örtliche Fasnacht wird hier gestartet.